# Lago Čukčagirskoe
Il lago Čukčagirskoe (in russo Чукчагирское озеро?) è un lago d'acqua dolce dell'Estremo Oriente russo nel bacino del fiume Amgun'. Scorre nel Rajon imeni Poliny Osipenko del Territorio di Chabarovsk.

## Descrizione
Il Čukčagirskoe è il più grande lago del territorio di Chabarovsk in termini di superficie. Ha un'area di 366 km² e una profondità massima di 5 metri. Si estende in lunghezza per 31 km, con una larghezza di 22 km. È alimentato da brevi corsi d'acqua e dalle precipitazioni atmosferiche; emissario è il fiume Ol'džikan che sfocia nell'Amgun'. Il lago, dalla forma lobata irregolare, è di origine tettonica.
Il congelamento si verifica tra la fine di ottobre e l'inizio di novembre e dura fino a maggio. Ci sono varie isole boscose sul lago, le maggiori sono  Godban'ki, Džalu e Nantagkan, due di loro dividono il lago in tre parti. In inverno, il lago si congela quasi completamente. Non ci sono insediamenti permanenti sulle rive del lago.

### Fauna
Il lago è popolato da: Carassius, Rutilus rutilus lacustris, luccio e Silurus. Il Brachymystax lenox depone le uova negli affluenti del lago e i salmonidi nel vicino Amgun'.
Il lago Čukčagirskoe è incluso nelle zone umide dell'Estremo Oriente meridionale in quanto soddisfa i criteri 1, 2, 5 della Convenzione di Ramsar. Trovandosi sulle rotte migratorie degli uccelli acquatici offre un'opportunità di riposo a oche, cigni e anatre, di cui diverse specie nidificano nelle baie.